# Великолепная поездка
«Великолепная поездка», также известен как «Жизнь Мадлен» (фр. Une belle course) — французский драматический фильм режиссёра Кристиана Кариона. Главные роли исполнили Лин Рено и Дани Бун. Премьера картины состоялась 23 августа 2022 года на Фестивале франкоязычного кино в Ангулеме.

## Сюжет
Водитель такси получает заказ отвезти 92-летнюю бабушку в дом престарелых. По дороге она просит таксиста проехаться по памятным для неё местам Парижа.

## В ролях
- Лин Рено — Мадлен
- Дани Бун — Шарль
- Алис Исааз — Мадлен в молодости

## Премьера
Премьера картины состоялась 23 августа 2022 года на Фестивале франкоязычного кино в Ангулеме. Во Франции фильм вышел в прокат 21 сентября 2022 года.